# Coupe des clubs champions européens de handball 1979-1980
Navigation
Coupe des clubs champions 1978-1979 Coupe des clubs champions 1980-1981
La saison 1979-1980 de la Coupe des clubs champions européens de handball met aux prises 23 équipes européennes. Il s'agit de la 20e édition de la compétition organisée par l'IHF. 
Le vainqueur est le club ouest-allemand du TV Großwallstadt qui conserve son titre et remporte ce sacre européen pour la deuxième fois.

## Participants
| Deuxième tour préliminaire | Deuxième tour préliminaire | Deuxième tour préliminaire | Deuxième tour préliminaire | Deuxième tour préliminaire | Deuxième tour préliminaire | Deuxième tour préliminaire | Deuxième tour préliminaire | Deuxième tour préliminaire | Deuxième tour préliminaire | Deuxième tour préliminaire | Deuxième tour préliminaire | Deuxième tour préliminaire | Deuxième tour préliminaire | Deuxième tour préliminaire | Deuxième tour préliminaire | Deuxième tour préliminaire | Deuxième tour préliminaire | Deuxième tour préliminaire | Deuxième tour préliminaire | Deuxième tour préliminaire | Deuxième tour préliminaire | Deuxième tour préliminaire | Deuxième tour préliminaire | Deuxième tour préliminaire | Deuxième tour préliminaire | Deuxième tour préliminaire | Deuxième tour préliminaire | Deuxième tour préliminaire | Deuxième tour préliminaire |
| --- | --- | --- | --- | --- | --- | --- | --- | --- | --- | --- | --- | --- | --- | --- | --- | --- | --- | --- | --- | --- | --- | --- | --- | --- | --- | --- | --- | --- | --- |
| - TV Großwallstadt : tenant du titre et champion de RFA - KFUM Fredericia : Champion du Danemark - Atlético de Madrid : Champion d'Espagne - Stella Sports Saint-Maur : Champion de France 1979                                                                                               | - TV Großwallstadt : tenant du titre et champion de RFA - KFUM Fredericia : Champion du Danemark - Atlético de Madrid : Champion d'Espagne - Stella Sports Saint-Maur : Champion de France 1979                                                                                               | - TV Großwallstadt : tenant du titre et champion de RFA - KFUM Fredericia : Champion du Danemark - Atlético de Madrid : Champion d'Espagne - Stella Sports Saint-Maur : Champion de France 1979                                                                                               | - TV Großwallstadt : tenant du titre et champion de RFA - KFUM Fredericia : Champion du Danemark - Atlético de Madrid : Champion d'Espagne - Stella Sports Saint-Maur : Champion de France 1979                                                                                               | - TV Großwallstadt : tenant du titre et champion de RFA - KFUM Fredericia : Champion du Danemark - Atlético de Madrid : Champion d'Espagne - Stella Sports Saint-Maur : Champion de France 1979                                                                                               | - TV Großwallstadt : tenant du titre et champion de RFA - KFUM Fredericia : Champion du Danemark - Atlético de Madrid : Champion d'Espagne - Stella Sports Saint-Maur : Champion de France 1979                                                                                               | - TV Großwallstadt : tenant du titre et champion de RFA - KFUM Fredericia : Champion du Danemark - Atlético de Madrid : Champion d'Espagne - Stella Sports Saint-Maur : Champion de France 1979                                                                                               | - TV Großwallstadt : tenant du titre et champion de RFA - KFUM Fredericia : Champion du Danemark - Atlético de Madrid : Champion d'Espagne - Stella Sports Saint-Maur : Champion de France 1979                                                                                               | - TV Großwallstadt : tenant du titre et champion de RFA - KFUM Fredericia : Champion du Danemark - Atlético de Madrid : Champion d'Espagne - Stella Sports Saint-Maur : Champion de France 1979                                                                                               | - TV Großwallstadt : tenant du titre et champion de RFA - KFUM Fredericia : Champion du Danemark - Atlético de Madrid : Champion d'Espagne - Stella Sports Saint-Maur : Champion de France 1979                                                                                               | - TV Großwallstadt : tenant du titre et champion de RFA - KFUM Fredericia : Champion du Danemark - Atlético de Madrid : Champion d'Espagne - Stella Sports Saint-Maur : Champion de France 1979                                                                                               | - TV Großwallstadt : tenant du titre et champion de RFA - KFUM Fredericia : Champion du Danemark - Atlético de Madrid : Champion d'Espagne - Stella Sports Saint-Maur : Champion de France 1979                                                                                               | - TV Großwallstadt : tenant du titre et champion de RFA - KFUM Fredericia : Champion du Danemark - Atlético de Madrid : Champion d'Espagne - Stella Sports Saint-Maur : Champion de France 1979                                                                                               | - TV Großwallstadt : tenant du titre et champion de RFA - KFUM Fredericia : Champion du Danemark - Atlético de Madrid : Champion d'Espagne - Stella Sports Saint-Maur : Champion de France 1979                                                                                               | - TV Großwallstadt : tenant du titre et champion de RFA - KFUM Fredericia : Champion du Danemark - Atlético de Madrid : Champion d'Espagne - Stella Sports Saint-Maur : Champion de France 1979                                                                                               | - Banyasz Tatabánya : Champion de Hongrie - Valur Reykjavík : Champion d'Islande - HK Drott Halmstad : Champion de Suède - HC Dukla Prague : Champion de Tchécoslovaquie - Partizan Bjelovar : Champion de Yougoslavie                                                                   | - Banyasz Tatabánya : Champion de Hongrie - Valur Reykjavík : Champion d'Islande - HK Drott Halmstad : Champion de Suède - HC Dukla Prague : Champion de Tchécoslovaquie - Partizan Bjelovar : Champion de Yougoslavie                                                                   | - Banyasz Tatabánya : Champion de Hongrie - Valur Reykjavík : Champion d'Islande - HK Drott Halmstad : Champion de Suède - HC Dukla Prague : Champion de Tchécoslovaquie - Partizan Bjelovar : Champion de Yougoslavie                                                                   | - Banyasz Tatabánya : Champion de Hongrie - Valur Reykjavík : Champion d'Islande - HK Drott Halmstad : Champion de Suède - HC Dukla Prague : Champion de Tchécoslovaquie - Partizan Bjelovar : Champion de Yougoslavie                                                                   | - Banyasz Tatabánya : Champion de Hongrie - Valur Reykjavík : Champion d'Islande - HK Drott Halmstad : Champion de Suède - HC Dukla Prague : Champion de Tchécoslovaquie - Partizan Bjelovar : Champion de Yougoslavie                                                                   | - Banyasz Tatabánya : Champion de Hongrie - Valur Reykjavík : Champion d'Islande - HK Drott Halmstad : Champion de Suède - HC Dukla Prague : Champion de Tchécoslovaquie - Partizan Bjelovar : Champion de Yougoslavie                                                                   | - Banyasz Tatabánya : Champion de Hongrie - Valur Reykjavík : Champion d'Islande - HK Drott Halmstad : Champion de Suède - HC Dukla Prague : Champion de Tchécoslovaquie - Partizan Bjelovar : Champion de Yougoslavie                                                                   | - Banyasz Tatabánya : Champion de Hongrie - Valur Reykjavík : Champion d'Islande - HK Drott Halmstad : Champion de Suède - HC Dukla Prague : Champion de Tchécoslovaquie - Partizan Bjelovar : Champion de Yougoslavie                                                                   | - Banyasz Tatabánya : Champion de Hongrie - Valur Reykjavík : Champion d'Islande - HK Drott Halmstad : Champion de Suède - HC Dukla Prague : Champion de Tchécoslovaquie - Partizan Bjelovar : Champion de Yougoslavie                                                                   | - Banyasz Tatabánya : Champion de Hongrie - Valur Reykjavík : Champion d'Islande - HK Drott Halmstad : Champion de Suède - HC Dukla Prague : Champion de Tchécoslovaquie - Partizan Bjelovar : Champion de Yougoslavie                                                                   | - Banyasz Tatabánya : Champion de Hongrie - Valur Reykjavík : Champion d'Islande - HK Drott Halmstad : Champion de Suède - HC Dukla Prague : Champion de Tchécoslovaquie - Partizan Bjelovar : Champion de Yougoslavie                                                                   | - Banyasz Tatabánya : Champion de Hongrie - Valur Reykjavík : Champion d'Islande - HK Drott Halmstad : Champion de Suède - HC Dukla Prague : Champion de Tchécoslovaquie - Partizan Bjelovar : Champion de Yougoslavie                                                                   | - Banyasz Tatabánya : Champion de Hongrie - Valur Reykjavík : Champion d'Islande - HK Drott Halmstad : Champion de Suède - HC Dukla Prague : Champion de Tchécoslovaquie - Partizan Bjelovar : Champion de Yougoslavie                                                                   | - Banyasz Tatabánya : Champion de Hongrie - Valur Reykjavík : Champion d'Islande - HK Drott Halmstad : Champion de Suède - HC Dukla Prague : Champion de Tchécoslovaquie - Partizan Bjelovar : Champion de Yougoslavie                                                                   | - Banyasz Tatabánya : Champion de Hongrie - Valur Reykjavík : Champion d'Islande - HK Drott Halmstad : Champion de Suède - HC Dukla Prague : Champion de Tchécoslovaquie - Partizan Bjelovar : Champion de Yougoslavie                                                                   |
| Premier tour préliminaire | | | | | | | | | | | | | | | | | | | | | | | | | | | | | |
| - TuS Hofweier : vice-champion d'Allemagne de l'Ouest - ASKO Linz : Champion d'Autriche - KV Malines : Champion de Belgique - CSKA Sofia : Champion de Bulgarie - BK-46 Karis : Champion de Finlande - Brentwood HC : Champion de Grande-Bretagne - Kyndil Torshavn : Champion des îles Féroé | - TuS Hofweier : vice-champion d'Allemagne de l'Ouest - ASKO Linz : Champion d'Autriche - KV Malines : Champion de Belgique - CSKA Sofia : Champion de Bulgarie - BK-46 Karis : Champion de Finlande - Brentwood HC : Champion de Grande-Bretagne - Kyndil Torshavn : Champion des îles Féroé | - TuS Hofweier : vice-champion d'Allemagne de l'Ouest - ASKO Linz : Champion d'Autriche - KV Malines : Champion de Belgique - CSKA Sofia : Champion de Bulgarie - BK-46 Karis : Champion de Finlande - Brentwood HC : Champion de Grande-Bretagne - Kyndil Torshavn : Champion des îles Féroé | - TuS Hofweier : vice-champion d'Allemagne de l'Ouest - ASKO Linz : Champion d'Autriche - KV Malines : Champion de Belgique - CSKA Sofia : Champion de Bulgarie - BK-46 Karis : Champion de Finlande - Brentwood HC : Champion de Grande-Bretagne - Kyndil Torshavn : Champion des îles Féroé | - TuS Hofweier : vice-champion d'Allemagne de l'Ouest - ASKO Linz : Champion d'Autriche - KV Malines : Champion de Belgique - CSKA Sofia : Champion de Bulgarie - BK-46 Karis : Champion de Finlande - Brentwood HC : Champion de Grande-Bretagne - Kyndil Torshavn : Champion des îles Féroé | - TuS Hofweier : vice-champion d'Allemagne de l'Ouest - ASKO Linz : Champion d'Autriche - KV Malines : Champion de Belgique - CSKA Sofia : Champion de Bulgarie - BK-46 Karis : Champion de Finlande - Brentwood HC : Champion de Grande-Bretagne - Kyndil Torshavn : Champion des îles Féroé | - TuS Hofweier : vice-champion d'Allemagne de l'Ouest - ASKO Linz : Champion d'Autriche - KV Malines : Champion de Belgique - CSKA Sofia : Champion de Bulgarie - BK-46 Karis : Champion de Finlande - Brentwood HC : Champion de Grande-Bretagne - Kyndil Torshavn : Champion des îles Féroé | - TuS Hofweier : vice-champion d'Allemagne de l'Ouest - ASKO Linz : Champion d'Autriche - KV Malines : Champion de Belgique - CSKA Sofia : Champion de Bulgarie - BK-46 Karis : Champion de Finlande - Brentwood HC : Champion de Grande-Bretagne - Kyndil Torshavn : Champion des îles Féroé | - TuS Hofweier : vice-champion d'Allemagne de l'Ouest - ASKO Linz : Champion d'Autriche - KV Malines : Champion de Belgique - CSKA Sofia : Champion de Bulgarie - BK-46 Karis : Champion de Finlande - Brentwood HC : Champion de Grande-Bretagne - Kyndil Torshavn : Champion des îles Féroé | - TuS Hofweier : vice-champion d'Allemagne de l'Ouest - ASKO Linz : Champion d'Autriche - KV Malines : Champion de Belgique - CSKA Sofia : Champion de Bulgarie - BK-46 Karis : Champion de Finlande - Brentwood HC : Champion de Grande-Bretagne - Kyndil Torshavn : Champion des îles Féroé | - TuS Hofweier : vice-champion d'Allemagne de l'Ouest - ASKO Linz : Champion d'Autriche - KV Malines : Champion de Belgique - CSKA Sofia : Champion de Bulgarie - BK-46 Karis : Champion de Finlande - Brentwood HC : Champion de Grande-Bretagne - Kyndil Torshavn : Champion des îles Féroé | - TuS Hofweier : vice-champion d'Allemagne de l'Ouest - ASKO Linz : Champion d'Autriche - KV Malines : Champion de Belgique - CSKA Sofia : Champion de Bulgarie - BK-46 Karis : Champion de Finlande - Brentwood HC : Champion de Grande-Bretagne - Kyndil Torshavn : Champion des îles Féroé | - TuS Hofweier : vice-champion d'Allemagne de l'Ouest - ASKO Linz : Champion d'Autriche - KV Malines : Champion de Belgique - CSKA Sofia : Champion de Bulgarie - BK-46 Karis : Champion de Finlande - Brentwood HC : Champion de Grande-Bretagne - Kyndil Torshavn : Champion des îles Féroé | - TuS Hofweier : vice-champion d'Allemagne de l'Ouest - ASKO Linz : Champion d'Autriche - KV Malines : Champion de Belgique - CSKA Sofia : Champion de Bulgarie - BK-46 Karis : Champion de Finlande - Brentwood HC : Champion de Grande-Bretagne - Kyndil Torshavn : Champion des îles Féroé | - TuS Hofweier : vice-champion d'Allemagne de l'Ouest - ASKO Linz : Champion d'Autriche - KV Malines : Champion de Belgique - CSKA Sofia : Champion de Bulgarie - BK-46 Karis : Champion de Finlande - Brentwood HC : Champion de Grande-Bretagne - Kyndil Torshavn : Champion des îles Féroé | - Hapoël Rehovot : Champion d'Israël - Pallamano Trieste : Champion d'Italie - HB Eschois Fola : Champion du Luxembourg - Oppsal IF : Champion de Norvège - HV Sittard : Champion des Pays-Bas - Sporting Portugal : Champion du Portugal - Grasshopper Club Zurich : Champion de Suisse | - Hapoël Rehovot : Champion d'Israël - Pallamano Trieste : Champion d'Italie - HB Eschois Fola : Champion du Luxembourg - Oppsal IF : Champion de Norvège - HV Sittard : Champion des Pays-Bas - Sporting Portugal : Champion du Portugal - Grasshopper Club Zurich : Champion de Suisse | - Hapoël Rehovot : Champion d'Israël - Pallamano Trieste : Champion d'Italie - HB Eschois Fola : Champion du Luxembourg - Oppsal IF : Champion de Norvège - HV Sittard : Champion des Pays-Bas - Sporting Portugal : Champion du Portugal - Grasshopper Club Zurich : Champion de Suisse | - Hapoël Rehovot : Champion d'Israël - Pallamano Trieste : Champion d'Italie - HB Eschois Fola : Champion du Luxembourg - Oppsal IF : Champion de Norvège - HV Sittard : Champion des Pays-Bas - Sporting Portugal : Champion du Portugal - Grasshopper Club Zurich : Champion de Suisse | - Hapoël Rehovot : Champion d'Israël - Pallamano Trieste : Champion d'Italie - HB Eschois Fola : Champion du Luxembourg - Oppsal IF : Champion de Norvège - HV Sittard : Champion des Pays-Bas - Sporting Portugal : Champion du Portugal - Grasshopper Club Zurich : Champion de Suisse | - Hapoël Rehovot : Champion d'Israël - Pallamano Trieste : Champion d'Italie - HB Eschois Fola : Champion du Luxembourg - Oppsal IF : Champion de Norvège - HV Sittard : Champion des Pays-Bas - Sporting Portugal : Champion du Portugal - Grasshopper Club Zurich : Champion de Suisse | - Hapoël Rehovot : Champion d'Israël - Pallamano Trieste : Champion d'Italie - HB Eschois Fola : Champion du Luxembourg - Oppsal IF : Champion de Norvège - HV Sittard : Champion des Pays-Bas - Sporting Portugal : Champion du Portugal - Grasshopper Club Zurich : Champion de Suisse | - Hapoël Rehovot : Champion d'Israël - Pallamano Trieste : Champion d'Italie - HB Eschois Fola : Champion du Luxembourg - Oppsal IF : Champion de Norvège - HV Sittard : Champion des Pays-Bas - Sporting Portugal : Champion du Portugal - Grasshopper Club Zurich : Champion de Suisse | - Hapoël Rehovot : Champion d'Israël - Pallamano Trieste : Champion d'Italie - HB Eschois Fola : Champion du Luxembourg - Oppsal IF : Champion de Norvège - HV Sittard : Champion des Pays-Bas - Sporting Portugal : Champion du Portugal - Grasshopper Club Zurich : Champion de Suisse | - Hapoël Rehovot : Champion d'Israël - Pallamano Trieste : Champion d'Italie - HB Eschois Fola : Champion du Luxembourg - Oppsal IF : Champion de Norvège - HV Sittard : Champion des Pays-Bas - Sporting Portugal : Champion du Portugal - Grasshopper Club Zurich : Champion de Suisse | - Hapoël Rehovot : Champion d'Israël - Pallamano Trieste : Champion d'Italie - HB Eschois Fola : Champion du Luxembourg - Oppsal IF : Champion de Norvège - HV Sittard : Champion des Pays-Bas - Sporting Portugal : Champion du Portugal - Grasshopper Club Zurich : Champion de Suisse | - Hapoël Rehovot : Champion d'Israël - Pallamano Trieste : Champion d'Italie - HB Eschois Fola : Champion du Luxembourg - Oppsal IF : Champion de Norvège - HV Sittard : Champion des Pays-Bas - Sporting Portugal : Champion du Portugal - Grasshopper Club Zurich : Champion de Suisse | - Hapoël Rehovot : Champion d'Israël - Pallamano Trieste : Champion d'Italie - HB Eschois Fola : Champion du Luxembourg - Oppsal IF : Champion de Norvège - HV Sittard : Champion des Pays-Bas - Sporting Portugal : Champion du Portugal - Grasshopper Club Zurich : Champion de Suisse | - Hapoël Rehovot : Champion d'Israël - Pallamano Trieste : Champion d'Italie - HB Eschois Fola : Champion du Luxembourg - Oppsal IF : Champion de Norvège - HV Sittard : Champion des Pays-Bas - Sporting Portugal : Champion du Portugal - Grasshopper Club Zurich : Champion de Suisse | - Hapoël Rehovot : Champion d'Israël - Pallamano Trieste : Champion d'Italie - HB Eschois Fola : Champion du Luxembourg - Oppsal IF : Champion de Norvège - HV Sittard : Champion des Pays-Bas - Sporting Portugal : Champion du Portugal - Grasshopper Club Zurich : Champion de Suisse |

Remarque : les champions d'Allemagne de l'Est (SC Leipzig), de Pologne (Hutnik Cracovie), de Roumanie (Steaua Bucarest) et d'URSS (CSKA Moscou) ont renoncé à participer à la compétition en raison des Jeux olympiques de Moscou.

## Tours préliminaires

### Premier tour
| Équipe            | Aller   | Total   | Retour  | Équipe             |
| ----------------- | ------- | ------- | ------- | ------------------ |
| BK-46 Karis       | 26 – 14 | 45 – 50 | 19 – 26 | Oppsal IF          |
| HV Sittard        | 24 – 16 | 45 – 30 | 21 – 15 | HB Eschois Fola    |
| CSKA Sofia        | 23 – 15 | 37 – 34 | 14 – 19 | ASKO Linz          |
| Sporting Portugal | 23 – 23 | 42 – 46 | 19 – 23 | Grasshopper Zurich |
| Brentwood HC      | -       | Forfait | -       | Kyndil Torshavn    |
| Pallamano Trieste | 22 – 20 | 50 – 40 | 28 - 20 | Hapoël Rehovot     |
| TuS Hofweier      | 31 – 12 | 52 – 33 | 21 - 21 | KV Malines         |

### Deuxième tour
| Équipe             | Aller   | Total   | Retour  | Équipe                   |
| ------------------ | ------- | ------- | ------- | ------------------------ |
| TV Großwallstadt   | 30 – 14 | 48 – 30 | 18 – 16 | Pallamano Trieste        |
| HC Dukla Prague    | 32 – 20 | 56 – 38 | 24 – 18 | HV Sittard               |
| Banyasz Tatabánya  | 19 – 14 | 35 – 33 | 16 – 19 | TuS Hofweier             |
| CSKA Sofia         | 26 – 19 | 45 – 48 | 19 – 29 | KFUM Fredericia          |
| Atlético de Madrid | 28 – 16 | 49 – 33 | 21 – 17 | Stella Sports Saint-Maur |
| HK Drott Halmstad  | 29 – 21 | 54 – 45 | 25 – 24 | Grasshopper Zurich       |
| Brentwood HC       | 19 – 34 | 33 – 70 | 14 – 38 | Valur Reykjavík          |
| Partizan Bjelovar  | 27 – 23 | 44 – 40 | 17 – 17 | Oppsal IF                |

## Phase finale
| \| Großwallstadt Halmstad Fredericia Prague Tatabánya Madrid Bjelovar Reykjavik \| Localisation des équipes en phase finale. |
| Großwallstadt Halmstad Fredericia Prague Tatabánya Madrid Bjelovar Reykjavik                                                 |

|  | Quarts de finale        | Quarts de finale        | Quarts de finale | Quarts de finale |                         |                         | Demi-finales | Demi-finales | Demi-finales | Demi-finales |  |  | Finale                 | Finale | Finale | Finale |
|  |                         |                         |                  |                  |                         |                         |              |              |              |              |  |  |                        |        |        |        |
|  |                         |                         |                  |                  |                         |                         |              |              |              |              |  |  | 30 avril 1980 - Munich |        |        |        |
|  |                         |                         |                  |                  |                         |                         |              |              |              |              |  |  |                        |        |        |        |
|  | HC Dukla Prague         | HC Dukla Prague         | 23               | 18               |                         |                         |              |              |              |              |  |  |                        |        |        |        |
|  | HC Dukla Prague         | HC Dukla Prague         | 23               | 18               |                         |                         |              |              |              |              |  |  |                        |        |        |        |
|  | Banyasz Tatabánya       | Banyasz Tatabánya       | 21               | 19               |                         |                         |              |              |              |              |  |  |                        |        |        |        |
|  | Banyasz Tatabánya       | Banyasz Tatabánya       | 21               | 19               | HC Dukla Prague         | HC Dukla Prague         | 18           | 14           |              |              |  |  |                        |        |        |        |
|  |                         |                         |                  |                  | HC Dukla Prague         | HC Dukla Prague         | 18           | 14           |              |              |  |  |                        |        |        |        |
|  |                         |                         | TV Großwallstadt | TV Großwallstadt | 17                      | 17                      |              |              |              |              |  |  |                        |        |        |        |
|  | Partizan Bjelovar       | Partizan Bjelovar       | TV Großwallstadt | TV Großwallstadt | 17                      | 17                      | 14           | 17           |              |              |  |  |                        |        |        |        |
|  | Partizan Bjelovar       | Partizan Bjelovar       |                  |                  |                         |                         |              | 17           |              |              |  |  |                        |        |        |        |
|  | TV Großwallstadt        | TV Großwallstadt        | 12               | 21               |                         |                         |              |              |              |              |  |  |                        |        |        |        |
|  | TV Großwallstadt        | TV Großwallstadt        | 12               | 21               | TV Großwallstadt        | TV Großwallstadt        | 21           | 21           |              |              |  |  |                        |        |        |        |
|  |                         |                         |                  |                  | TV Großwallstadt        | TV Großwallstadt        | 21           | 21           |              |              |  |  |                        |        |        |        |
|  |                         |                         | Valur Reykjavík  | Valur Reykjavík  | 12                      | 12                      |              |              |              |              |  |  |                        |        |        |        |
|  | KFUM Fredericia         | KFUM Fredericia         | Valur Reykjavík  | Valur Reykjavík  | 12                      | 12                      | 17           | 17           |              |              |  |  |                        |        |        |        |
|  | KFUM Fredericia         | KFUM Fredericia         |                  |                  |                         |                         |              |              |              |              |  |  |                        |        |        |        |
|  | Club Atlético de Madrid | Club Atlético de Madrid | 17               | 19               |                         |                         |              |              |              |              |  |  |                        |        |        |        |
|  | Club Atlético de Madrid | Club Atlético de Madrid | 17               | 19               | Club Atlético de Madrid | Club Atlético de Madrid | 24           | 15           |              |              |  |  |                        |        |        |        |
|  |                         |                         |                  |                  | Club Atlético de Madrid | Club Atlético de Madrid | 24           | 15           |              |              |  |  |                        |        |        |        |
|  |                         |                         | Valur Reykjavík  | Valur Reykjavík  | 21                      | 18                      |              |              |              |              |  |  |                        |        |        |        |
|  | HK Drott Halmstad       | HK Drott Halmstad       | Valur Reykjavík  | Valur Reykjavík  | 21                      | 18                      | 18           | 16           |              |              |  |  |                        |        |        |        |
|  | HK Drott Halmstad       | HK Drott Halmstad       |                  |                  |                         |                         |              | 16           |              |              |  |  |                        |        |        |        |
|  | Valur Reykjavík         | Valur Reykjavík         | 17               | 18               |                         |                         |              |              |              |              |  |  |                        |        |        |        |
|  | Valur Reykjavík         | Valur Reykjavík         | 17               | 18               |                         |                         |              |              |              |              |  |  |                        |        |        |        |
|  |                         |                         |                  |                  |                         |                         |              |              |              |              |  |  |                        |        |        |        |

### Quarts de finale
| Équipe            | Aller   | Total   | Retour  | Équipe             |
| ----------------- | ------- | ------- | ------- | ------------------ |
| HC Dukla Prague   | 23 – 21 | 41 – 40 | 18 – 19 | Banyasz Tatabánya  |
| Partizan Bjelovar | 14 – 12 | 31 – 33 | 17 – 21 | TV Großwallstadt   |
| KFUM Fredericia   | 17 – 17 | 34 – 36 | 17 – 19 | Atlético de Madrid |
| HK Drott Halmstad | 18 – 17 | 34 – 35 | 16 – 18 | Valur Reykjavík    |

### Demi-finales
| Équipe             | Aller   | Total    | Retour  | Équipe           |
| ------------------ | ------- | -------- | ------- | ---------------- |
| HC Dukla Prague    | 18 – 17 | 32 – 34  | 14 – 17 | TV Großwallstadt |
| Atlético de Madrid | 24 – 21 | 39 – 39¹ | 15 – 18 | Valur Reykjavík  |

¹ Le Valur Reykjavík qualifié aux dépens de l'Atlético de Madrid selon la règle du nombre de buts marqués à l'extérieur (21 contre 15).

### Finale
| Équipe 1         | Total   | Équipe 2        |
| ---------------- | ------- | --------------- |
| TV Großwallstadt | 21 – 12 | Valur Reykjavík |

La finale est disputée sur une seule rencontre, le mercredi 30 mars 1980 devant les 10 000 spectateurs du Palais des sports de Munich en Allemagne de l'Ouest. Le TV Großwallstadt a conservé son titre en battant assez nettement les Islandais du Valur Reykjavík, devant lesquels ils menaient déjà 9-4 à la mi-temps. Les buts de la finale : 
- TV Großwallstadt : Kurt Klühspies (4 dont 1 pen.) ; Peter Meisinger (4 dont 1 pen.) ; Manfred Freisler (4) ; Peter Fischer (2) ; Thomas Sinsel (2) ; Wolfgang Dümig (2) ; Volker Lang (1) ; Claus Hormel (1) ; Ulrich Gnau (1). Manfred Hofmann (GB). Entraîneur : Rüdiger-Felix Schmacke
- Valur Reykjavík : T. Guðmundsson (4 dont 1 pen.) ; B. Björnsson (3) ; S. Halldorsson (2 dont 1 pen.) ; B. Hardarson (1 pen.) ; Bjarni Guðmundsson (1) ; Sigurður Gunnarsson (1). Entraîneur : Hilmar Björnsson

## Le champion d'Europe
| Champion d'Europe Coupe des clubs champions 1979-1980 TV Großwallstadt 2e titre |